# Des Moines (flod)
Des Moines River er en ca. 845 km lang biflod til Mississippifloden. Den har sine kilder i den sydlige del af  Minnesota, dels Lake Shatek, dels Okamanpeedan Lake. De to grene løber sammen ca. 8 km syd for byen Humboldt i delstaten Iowa. Des Moines River, som er den længste flod i Iowa, flyder bl.a. gennem byen Des Moines på sin vej mod Mississippifloden, som den løber ud i syd for byen Keokuk. 
Vigtige bifloder er Boone River og Raccoon River. Flodens afvandingsområde er på 38.340 km².
Byen Des Moines har fået sit navn efter floden. Navnet er en forvrængning af Miami-Illinoissprogets moingona, som betegner de i området for almindelige gravhøje ("burial mounds").

## Oversvømmelser
Den 23. maj 1944 havde Riverview Park lige åbnet for sæsonen. Ved daggry begyndte flodbredden at kollapse, og der dannedes en åbning på omkring 30 meter, der medførte oversvømmelse af hele parken og området omkring.
I sommeren 1993  fremtvang oversvømmelse af floden og bifloden Raccoon evakuering af en stor del af byen Des Moines og nærliggende områder.
Den 13. juni 2008 var der  varsel om frivillig evakuering og flere tusinde mennesker forlod deres hjem.